# Mateusz Sikora

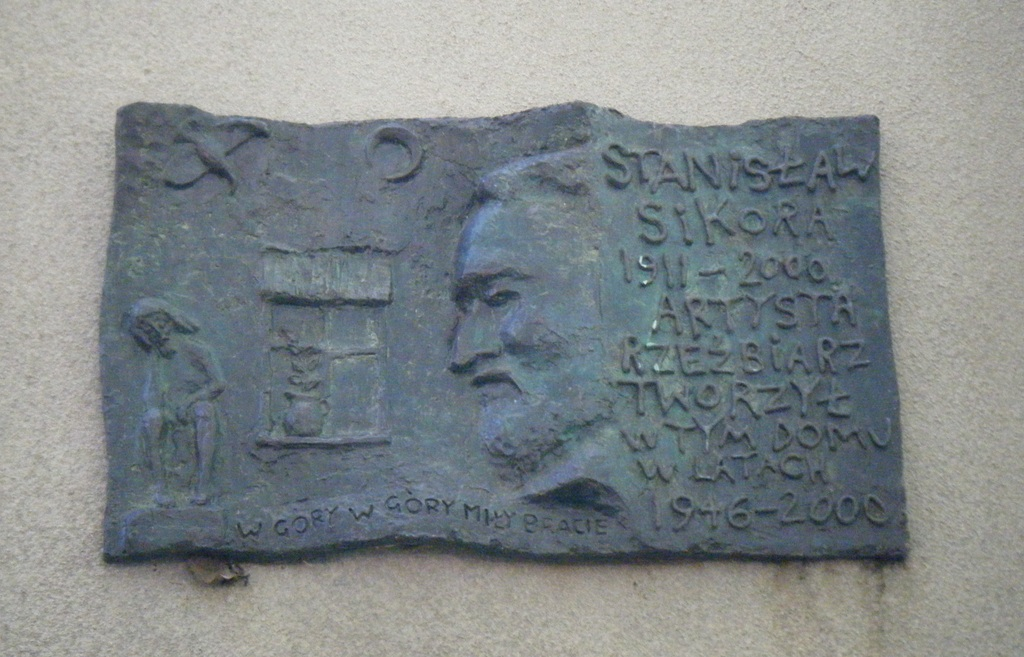
Tablica upamiętniająca Stanisława Sikorę zaprojektowana przez Mateusza Sikorę

Mateusz Sikora (ur. 25 maja 1971 w Warszawie) – polski rzeźbiarz.

## Życie i twórczość
Studiował na wydziale rzeźby Uniwersytetu w Melbourne. Jego realizacje znajdują się m.in. w Evandale oraz Footscray University Campus w Australii. W swojej twórczości zajmuje się przede wszystkim postaciami ludzkimi. Najczęściej stosowaną przez niego techniką jest odlew w brązie oraz stal spawana. Tworzy m.in. w pracowni w Krakowie oraz na Saskiej Kępie w Warszawie, gdzie organizuje wystawy rzeźby. Tam też znajduje się wykonana przez niego tablica upamiętniająca Stanisława Sikorę. Jego prace eksponowano na dziewięciu wystawach indywidualnych.
Jest synem fotografa Tomasza Sikory i wnukiem rzeźbiarza Stanisława Sikory.